# العلاقات الأمريكية الفانواتية
العلاقات الأمريكية الفانواتية هي العلاقات الثنائية التي تجمع بين الولايات المتحدة وفانواتو.

## مقارنة بين البلدين
هذه مقارنة عامة ومرجعية للدولتين:
| وجه المقارنة                                              | الولايات المتحدة                                                                                                  | فانواتو                                  |
| --------------------------------------------------------- | --- | ---------------------------------------- |
| المساحة (كم2)                                             | 9.83 مليون | 12.19 ألف                                |
| عدد السكان (نسمة)                                         | 311.58 مليون | 276.24 ألف                               |
| الكثافة السكانية (ن./كم²)                                 | 31.7 | 22.66                                    |
| العاصمة                                                   | واشنطن العاصمة | بورت فيلا                                |
| اللغة الرسمية                                             | لغة إنجليزية | اللغة البسلاما، لغة فرنسية، لغة إنجليزية |
| العملة                                                    | دولار أمريكي | فاتو فانواتي                             |
| الناتج المحلي الإجمالي (بليون دولار)                      | 19.39 تريليون | 862.88 مليون                             |
| الناتج المحلي الإجمالي (تعادل القوة الشرائية) بليون دولار | 18.04 تريليون | 790.76 مليون                             |
| الناتج المحلي الإجمالي الاسمي للفرد دولار أمريكي          | 56.12 ألف | 2.81 ألف                                 |
| الناتج المحلي الإجمالي للفرد دولار أمريكي                 | 54.63 ألف | 3.03 ألف                                 |
| مؤشر التنمية البشرية                                      | 0.920 | 0.594                                    |
| رمز المكالمات الدولي                                      | +1 | +678                                     |
| رمز الإنترنت                                              | .us، حكومة، .mil، Edu.                                                                                            | .vu                                      |
| المنطقة الزمنية                                           | توقيت ساموا الأمريكية، توقيت أطلنطي موحد، منطقة زمنية وسطى، توقيت ألاسكا ‏، المنطقة الزمنية الجبلية، توقيت تشامرو ‏ | ت ع م+11:00                              |

## منظمات دولية مشتركة
يشترك البلدان في عضوية مجموعة من المنظمات الدولية، منها:
| علم المنظمة | اسم المنظمة                        | تاريخ انضمام الولايات المتحدة | تاريخ انضمام فانواتو |
| ----------- | ---------------------------------- | ----------------------------- | -------------------- |
|             | المنظمة الهيدروغرافية الدولية      | ?                             | ?                    |
|             | منظمة حظر الأسلحة الكيميائية       | ?                             | ?                    |
|             | بنك التنمية الآسيوي                | 1966                          | 1981                 |
|             | البنك الدولي للإنشاء والتعمير      | 27 ديسمبر 1945                | 28 سبتمبر 1981       |
|             | الاتحاد الدولي للاتصالات           | 1 يوليو 1908                  | 30 مارس 1988         |
|             | مؤسسة التمويل الدولية              | 20 يوليو 1956                 | 28 سبتمبر 1981       |
|             | وكالة ضمان الاستثمار متعدد الأطراف | 12 أبريل 1988                 | 27 يوليو 1988        |
|             | منظمة التجارة العالمية             | ?                             | ?                    |
|             | مؤسسة التنمية الدولية              | 24 سبتمبر 1960                | 28 سبتمبر 1981       |
|             | الأمم المتحدة                      | 24 أكتوبر 1945                | 15 سبتمبر 1981       |
|             | يونسكو                             | 4 نوفمبر 1946                 | 10 فبراير 1994       |
|             | الاتحاد البريدي العالمي            | ?                             | ?                    |

## وصلات خارجية
- موقع وزارة الخارجية الأمريكية